# Keele

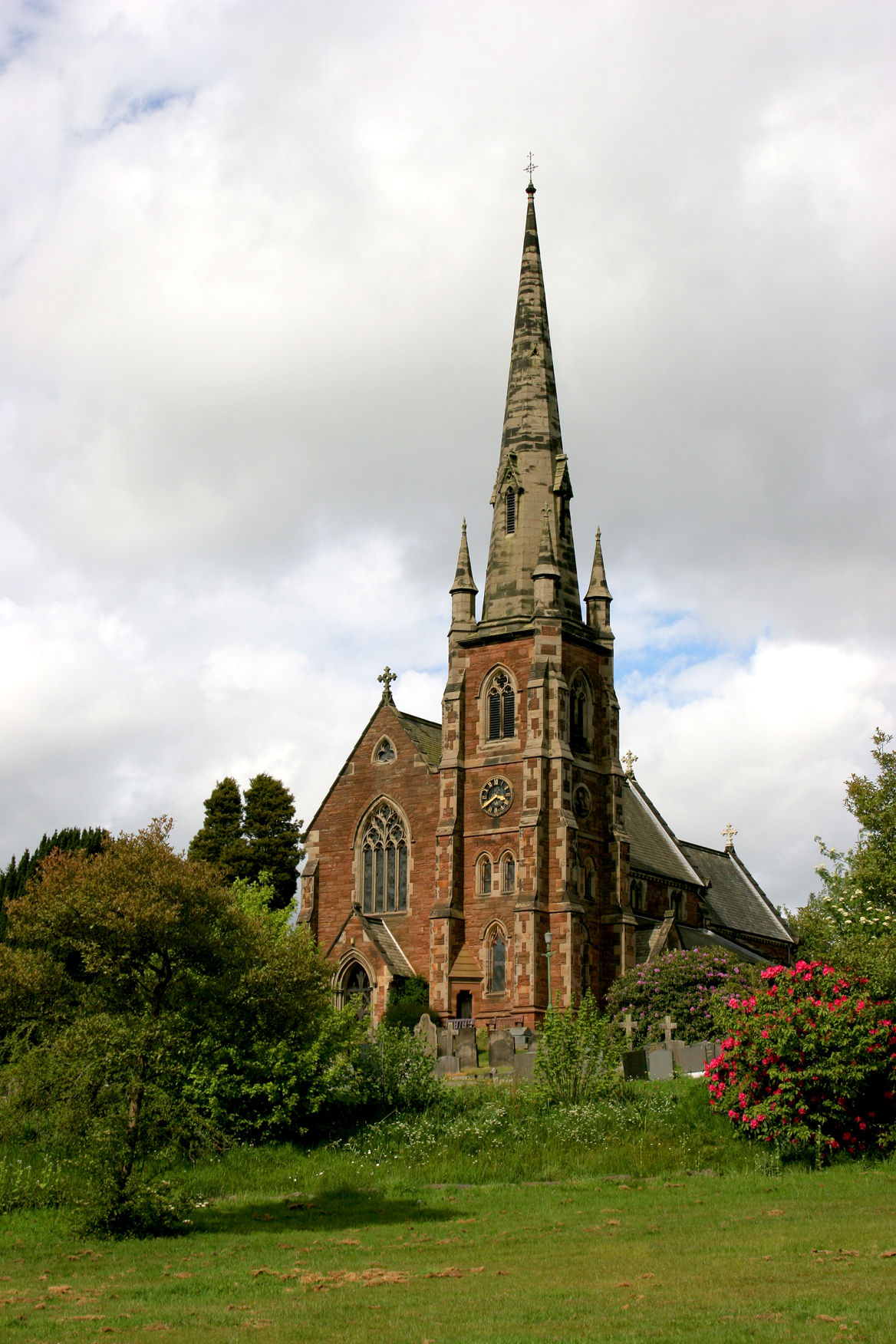
St John's Church, em Keele.

Keele é uma vila e paróquia civil em Staffordshire, Inglaterra, Reino Unido.